# Гогатадзе, Надя Александровна
Надя Александровна Гогатадзе (1928 год, село Кончкати, Гурийский уезд, ССР Грузия) — колхозница колхоза имени Чарквиани Кончкатского сельсовета Махарадзевского района, Грузинская ССР. Герой Социалистического Труда (1949).

## Биография
Родилась в 1928 году в крестьянской семье в селе Кончкати Гурийского уезда. Трудиться начала в годы Великой Отечественной войны на чайной плантации колхоза имени Чарквиани Махарадзевского района, председателем которого был Владимир Етифанович Костава.
В 1948 году собрала 6298 килограммов сортового зелёного чайного листа на участке площадью 0,5 гектара. Указом Президиума Верховного Совета СССР от 29 августа 1949 года удостоена звания Героя Социалистического Труда за «получение высоких урожаев сортового зелёного чайного листа и цитрусовых плодов в 1948 году» с вручением ордена Ленина и золотой медали «Серп и Молот» (№ 4541).
Этим же Указом званием Героя Социалистического Труда были также награждены труженики колхоза имени Чаркиани бригадир Григорий Моисеевич Мокия и колхозница Кето Алексеевна Гогуадзе.
За выдающиеся трудовые достижения по итогам 1950 года была награждена вторым Орденом Ленина.
После выхода на пенсию проживала в родном селе Кончкати Махарадзевского района (сегодня — Озургетский муниципалитет).
Награды
- Герой Социалистического Труда
- Орден Ленина — дважды (1949; 05.07.1951)